# 前原光榮商店
株式会社前原光榮商店（英: Maehara kouei shouten Co., Ltd.）は、東京都台東区三筋に本社を置く、主に傘、ショール、マフラー等の企画・製造・販売をおこなう企業である。1948年創業。ブランド名「トンボ洋傘」。読み方は『まえはらこうえいしょうてん』。

## 会社概要
洋傘の企画・製造・販売を行う。日本における従来の洋傘職人を用いた洋傘の製造手法にて製造を続ける日本の洋傘メーカー。株式会社若林（現在の株式会社オーロラ）から独立した前原光榮が昭和23年に創業。ろうけつ染めを用いた傘など独自の製品を製造。
昭和38年頃、当時の皇后が使用していた日傘の修理を担当したことから、それ以降天皇皇后および皇族の公式行事等で使用される洋傘の製造を担う。平成元年に行われた昭和天皇の大喪の礼の際、当日の天候が雨であったため、天皇明仁が葬場殿前に進む際に差していた傘が前原光榮商店製造の傘であったとこから一躍注目を集めることとなる。
昨今は、エヴァンゲリオン、今野製作所(自転車メーカー）、スタジオジブリなどとのコラボレーション傘の製造も盛んに行っている。

## 沿革
- 1948年 - 創業者・前原光榮が株式会社若林商店（現在の株式会社オーロラ）から独立し東京都台東区にて洋傘卸売業を創業
- 1961年 - 株式会社前原光榮商店を設立[4]
- 1963年 - 皇室からご用命を受け洋傘を製造
- 1970年 - 前原裕司が代表取締役に就任
- 1988年 - 16本骨傘を発表販売開始
- 1989年 - 本社ビル（東京都台東区）を新築
- 1994年 - 前原裕司（当時・代表取締役）が東京都優秀技能都知事賞を受賞
- 1997年 - 前原慎史が代表取締役に就任[4]
- 1998年 - 前原誠司が共同代表取締役に就任[4]
- 2007年 - 台東区したまちTAITO産業賞を受賞[5][6]
- 2011年 - 直営ECサイトを開設
- 2012年 - 本社ビル1階に直営のショールームを開設[4]
- 2023年 - 本社ビル1階及び2階に直営店「浅草三筋町店」をオープン[4]